# Wahl zum Schwedischen Reichstag 1932
- SKP: 2
- SKP (K): 6
- S: 104
- B: 36
- FL: 20
- LP: 4
- AV: 58

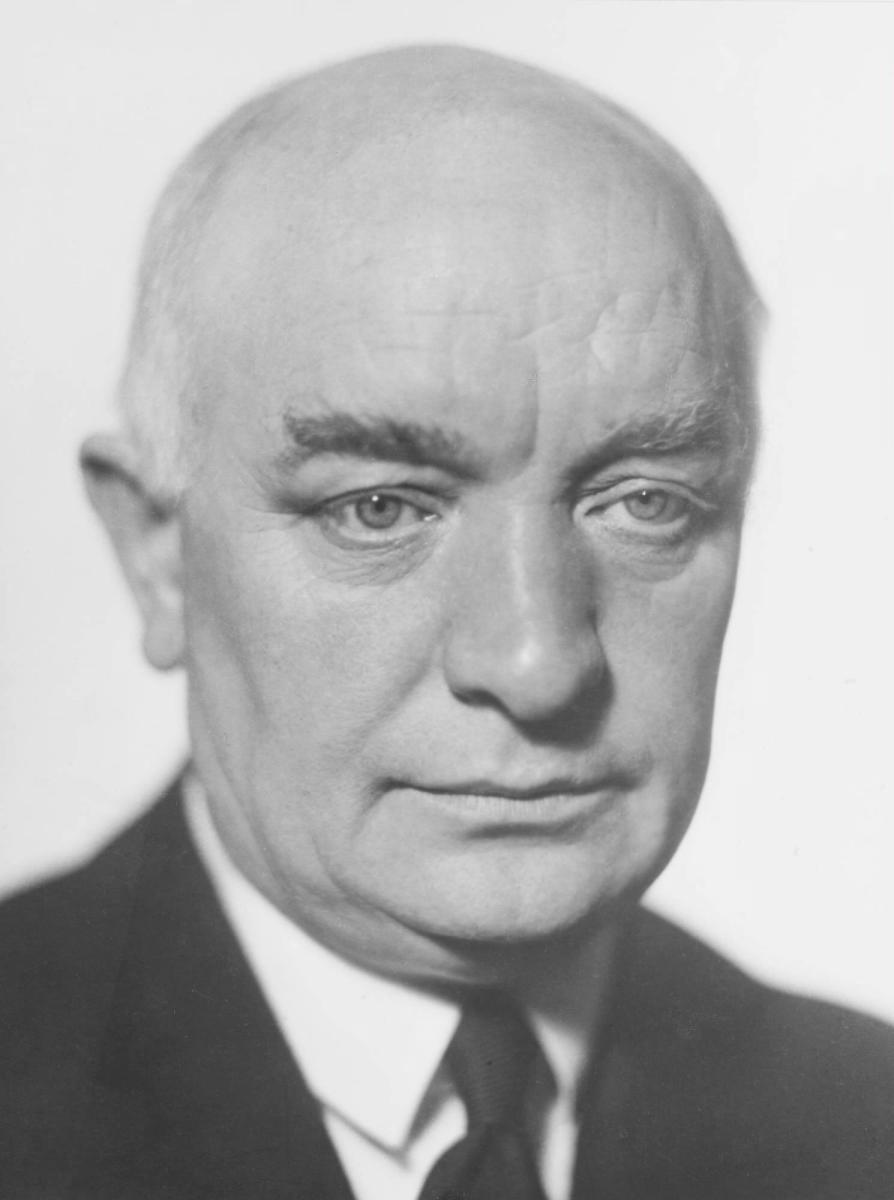
Der Sozialdemokrat Per Albin Hansson wurde nach dieser Wahl Ministerpräsident. Dieses Amt behielt er (mit einer kurzen Unterbrechung im Sommer 1936) vierzehn Jahre lang bis zu seinem Tod 1946.

Die Wahl zur Zweiten Kammer des Schwedischen Reichstags (sv: Andrakammarvalet i Sverige 1932) fand am 17. und 18. September 1932 statt. Es war eine Zeit, als die Auswirkungen der Weltwirtschaftskrise auch Schweden betrafen. 1931 wurden bei Tumulten fünf streikende Arbeiter vom Militär erschossen. Die Ministerpräsidenten in dieser Zeit waren Carl Gustaf Ekman und Felix Hamrin.
Zur Wahl traten zwei nationalsozialistische Parteien an. Die Schwedische Nationalsozialistische Partei sah die Juden unabhängig von ihrer Religion als unerwünschte "Rasse" an. Die ebenso judenfeindliche Kirchliche Volkspartei hatte jedoch gegen zum Christentum konvertierte Juden nichts einzuwenden.
Den Sozialdemokraten gelang es, mit dem auch nationalistisch geprägten Begriff Volksheim die Wahl zu gewinnen. Daraus entwickelte sich später der Schwedische Wohlfahrtsstaat.
| Partei                                                                          | % Stimmen | Veränderung zu 1928 |
| ------------------------------------------------------------------------------- | --------- | ------------------- |
| Sozialdemokraten Sveriges socialdemokratiska arbetareparti                      | 41,7 %    | +4,7 %              |
| Konservative Allmänna valmansförbundet (Allgemeiner Wählerbund)                 | 23,1 %    | −5,5 %              |
| Bauernbund Bondeförbundet                                                       | 14,1 %    | +2,9 %              |
| Freisinnige Volkspartei Frisinnade landsföreningen                              | 9,8 %     | −3,1 %              |
| Kommunisten (nicht Komintern) Sveriges kommunistiska parti (Kilbomare)          | 5,3 %     | +5,3 %              |
| Kommunisten (Komintern) Sveriges kommunistiska parti (Sillénare)                | 3,0 %     | −3,4 %              |
| Liberale Partei Sveriges liberala parti                                         | 1,9 %     | −1,1 %              |
| Schwedische Nationalsozialistische Partei Svenska nationalsocialistiska partiet | 0,6 %     | +0,6 %              |
| Kirchliche Volkspartei Kyrkliga folkpartiet                                     | 0,4 %     | +0,4 %              |
| Andere Parteien                                                                 | 0,1 %     | +0,1 %              |

## Die Abstimmung in absoluten Zahlen
| Partei                  | Partei                                   | Parteiführer            | Stimmen            | Stimmen | Stimmen | Zahl der Mandate | Zahl der Mandate |
| Partei                  | Partei                                   | Parteiführer            | Anzahl             | %       | +− %    | Antal            | +−               |
| ----------------------- | ---------------------------------------- | ----------------------- | ------------------ | ------- | ------- | ---------------- | ---------------- |
|                         | Socialdemokraterna                       | Per Albin Hansson       | 1.040.689          | 41,7    | +4,7    | 104              | +14              |
|                         | Allmänna valmansförbundet                | Arvid Lindman           | 576.337            | 23,1    | −5,5    | 58               | −15              |
|                         | Bondeförbundet                           | Olof Olsson             | 351.215            | 14,1    | +2,9    | 36               | +9               |
|                         | Frisinnade landsföreningen               | Carl Gustaf Ekman       | 244.577            | 9,8     | −3,1    | 20               | −8               |
|                         | Sveriges kommunistiska parti (Kilbomare) | Nils Flyg               | 132.564            | 5,3     | +5,3    | 6                | +6               |
|                         | Sveriges kommunistiska parti (Sillénare) | Sven Linderot           | 74.245             | 3,0     | −3,4    | 2                | −6               |
|                         | Sveriges liberala parti                  | Ernst Lyberg            | 48.722             | 1,9     | −1,1    | 4                | 0                |
|                         | Svenska nationalsocialistiska partiet    | Birger Furugård         | 15.170             | 0,6     | +0,6    | 0                | —                |
|                         | Kyrkliga folkpartiet                     | Ivar Rhedin             | 8.911              | 0,4     | +0,4    | 0                | —                |
|                         | Centerpartiet                            | Okänt                   | 2.501              | 0,1     | +0,1    | —                | —                |
|                         | Övriga partier                           |                         | 175                | 0,0     | —       | —                | —                |
| Anzahl gültiger Stimmen | Anzahl gültiger Stimmen                  | Anzahl gültiger Stimmen | 2.495.106          | 100,00  |         | 230              |                  |
| Ungültige Stimmen       | Ungültige Stimmen                        | Ungültige Stimmen       | 6.062              |         |         |                  |                  |
| Total                   | Total                                    | Total                   | 2.500.769 (67,6 %) |         |         |                  |                  |